# Venha-Ver
Venha-Ver é um município brasileiro no interior do estado do Rio Grande do Norte, distante 454 quilômetros a oeste da capital, Natal. Ocupa uma área de aproximadamente 71 km², e sua população no censo demográfico de 2022 era de 3 014 habitantes, segundo o Instituto Brasileiro de Geografia e Estatística, sendo o 149° maior em população do estado (em 167 municípios).
Situado no extremo oeste do estado, na região do Alto Oeste Potiguar, o município de Venha-Ver abriga o ponto mais alto do Rio Grande do Norte, a Serra do Coqueiro, e foi emancipado de São Miguel na década de 1990, sendo instalado oficialmente em 1º de janeiro de 1997. Com uma população predominante católica, o município abriga o Santuário Frei Damião, que atrai centenas de fiéis anualmente.

## História
A comunidade de Venha-Ver foi originada por duas famílias: uma de judeus e outra de holandeses.
Uma explicação para a origem do termo "Venha-Ver" é contada pelos mais antigos. Dentre elas, a mais falada e mais conhecida por patriarcas se refere a um namoro entre uma filha de um fazendeiro e um de seus escravos. O fazendeiro ficou descontente com essa amizade, mandando sua filha para uma outra região. Algum tempo depois, esse fazendeiro foi à procura de sua filha em uma manhã, no dia de sua partida, quando recebeu de uma de suas escravas a informação de que sua filha estaria proseando com o namorado. O fazendeiro não acreditou na conversa, por isso, a escrava que havia contado essa história chamou a filha do fazendeiro para comprovar que a informação era verdadeira. A escrava, enfrentando o patrão revoltado, disse Venha ver. Algum tempo depois, esse povoado passaria a se chamar de "Venha-Ver".
Outra explicação para a origem do nome é relacionada aos fortes traços de cultura judaica (praticada inconscientemente pela população, que descende principalmente de cristãos novos), e é descrita como uma provável fusão da forma verbal "vem" (forma conjugada da terceira pessoa do singular do presente do indicativo da forma verbal vir, em língua portuguesa) com o termo hebraico “chaver” (que se pronuncia ráver), cujo significado é amigo, companheiro. Ao longo do tempo, Venha-Ver foi sobressaindo entre as comunidades pertencentes a São Miguel, crescendo na produção agrícola e a nível populacional.
Em 12 de agosto de 1963, com o povoado experimentando um crescimento gradativo por causa da força de sua população, a lei estadual 2 903 elevou-o à categoria de distrito, com a denominação "Padre Cosme" e pertencente ao município de São Miguel. Finalmente, em 26 de junho de 1992, o distrito de Padre Cosme ganhou autonomia política, através da lei estadual nº 6 302, desmembrando-se do município de São Miguel e tornando-se município do Rio Grande do Norte, com o nome de Venha-Ver. A instalação oficial do novo município ocorreu em 1997.

## Geografia
Com apenas 71,621 km² (0,1356% do território estadual), dos quais apenas 0,7 km² constituindo a área urbana, Venha-Ver é o município mais ocidental do Rio Grande do Norte e ao mesmo tempo o mais distante de sua capital, estando a 454 km de Natal. Pertence à região geográfica imediata de Pau dos Ferros, na região intermediária de Mossoró, conforme divisão territorial vigente desde 2017. Até então, com a vigência das microrregiões e mesorregiões, fazia parte da microrregião da Serra de São Miguel, incluída na mesorregião do Oeste Potiguar. Limita-se com Coronel João Pessoa e São Miguel a norte; Poço Dantas, na Paraíba, a sul; Luís Gomes  e novamente Coronel João Pessoa a leste e Icó, no Ceará, a oeste, sendo o único município do Rio Grande do Norte a fazer divisa com dois estados.
O relevo do município é constituído pelo Planalto da Borborema, que abrange terrenos antigos do período Pré-Cambriano, com idade entre 600 milhões e um bilhão de anos, formados por rochas do Complexo Gnaíssico-Migmatítico. Na divisa com Luís Gomes está o ponto mais alto do Rio Grande do Norte, a Serra de São José, com altitude máxima de 831 metros. O solo do município é o podzólico vermelho-amarelo equivalente eutrófico (luvissolo na nova classificação brasileira de solos), fértil, argiloso, bem drenado e coberto pela Caatinga, que em algumas áreas se apresenta sob a floresta caducifólia. Trata-se de uma vegetação xerófila de pequeno porte, cujas folhas desaparecem na estação seca. Venha-Ver é cortado pelos riachos Fundo e Riachão, possuindo todo o seu território na bacia hidrográfica do Rio Apodi-Mossoró.
Levando-se em conta apenas a precipitação, Venha-Ver possui clima tropical chuvoso, com chuvas concentradas no primeiro semestre. Incluindo-se o risco de seca e o índice de aridez, o clima é semiárido, de acordo com a delimitação do antigo Ministério da Integração Nacional, realizada em 2005. Segundo dados da Empresa de Pesquisa Agropecuária do Rio Grande do Norte (EMPARN), desde 2004 a maior chuva em 24 horas registrada na cidade alcançou 141,4 mm em 2 de janeiro de 2022. Em um mês o recorde é de 457,5 mm em abril de 2009. Desde novembro de 2019, quando entrou em operação uma estação meteorológica automática da EMPARN na cidade, as temperaturas variaram de 17 °C em 25 de julho de 2022 a 35,7 °C em 24 de novembro de 2019.
| Dados climatológicos para Venha-Ver | Dados climatológicos para Venha-Ver | Dados climatológicos para Venha-Ver | Dados climatológicos para Venha-Ver | Dados climatológicos para Venha-Ver | Dados climatológicos para Venha-Ver | Dados climatológicos para Venha-Ver | Dados climatológicos para Venha-Ver | Dados climatológicos para Venha-Ver | Dados climatológicos para Venha-Ver | Dados climatológicos para Venha-Ver | Dados climatológicos para Venha-Ver | Dados climatológicos para Venha-Ver | Dados climatológicos para Venha-Ver |
| Mês                                 | Jan                                 | Fev                                 | Mar                                 | Abr                                 | Mai                                 | Jun                                 | Jul                                 | Ago                                 | Set                                 | Out                                 | Nov                                 | Dez                                 | Ano                                 |
| ----------------------------------- | ----------------------------------- | ----------------------------------- | ----------------------------------- | ----------------------------------- | ----------------------------------- | ----------------------------------- | ----------------------------------- | ----------------------------------- | ----------------------------------- | ----------------------------------- | ----------------------------------- | ----------------------------------- | ----------------------------------- |
| Temperatura máxima recorde (°C)     | 34,3                                | 32,5                                | 31,1                                | 31,4                                | 29,7                                | 30,5                                | 32,6                                | 33,1                                | 33,6                                | 34,2                                | 35,7                                | 35,2                                | 35,7                                |
| Temperatura mínima recorde (°C)     | 19                                  | 18,7                                | 19,6                                | 19                                  | 18,6                                | 17,4                                | 17                                  | 17,3                                | 17,9                                | 19                                  | 19,4                                | 20                                  | 17                                  |
| Fonte: EMPARN (14/11/2019-presente) |                                     |                                     |                                     |                                     |                                     |                                     |                                     |                                     |                                     |                                     |                                     |                                     |                                     |

## Demografia

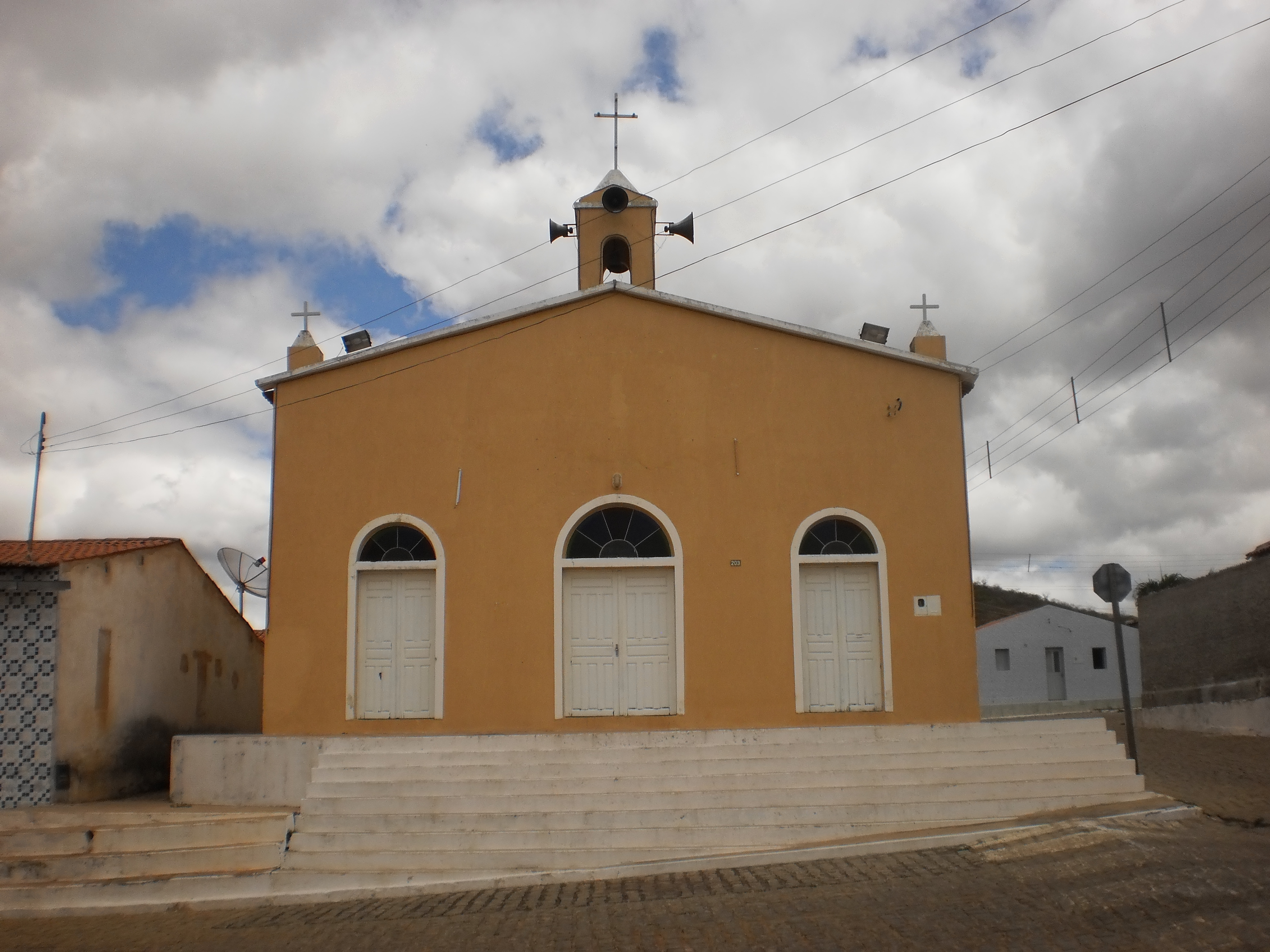
Capela de Nossa Senhora do Perpétuo Socorro, padroeira de Venha-Ver, que faz parte da paróquia de São Miguel

No primeiro censo realizado em Venha-Ver como município, em 2000, sua população era de 3 422 habitantes, subindo para 3 821 em 2010, apresentando uma taxa de crescimento anual de 1,11% no período. No último censo, ocupava a 137ª posição no estado e a 4 744ª no Brasil, com 51,09% do total sendo do sexo masculino e 48,91% do feminino, resultando em uma razão de sexo de 104,44. A densidade demográfica era de 53,35 hab/km², com a maior parte dos habitantes residindo na zona rural (68,62%). Quanto à faixa etária, 64,41% se enquadravam na faixa de 15 a 64 anos, 29,36% até os quinze anos (29,36%) e 6,23% restantes 65 anos ou mais.
Em relação à cor ou raça da população, predominavam brancos (55,71%) e pardos (43,71%), havendo uma minoria de pretos (0,58%). Considerando-se a nacionalidade, todos os habitantes eram brasileiros natos sendo 81,54% naturais do próprio município. Dentre os 9,53% vindos de outras unidades da federação, os principais eram Ceará (4,97% dos habitantes) e Paraíba (2,86%), havendo ainda naturais do Distrito Federal e outros quatro estados. Ainda segundo o mesmo censo, 96,2% dos habitantes eram católicos, 3,12% evangélicos e 0,68% sem religião.
O Índice de Desenvolvimento Humano (IDH-M) do município, conforme dados do último relatório, divulgado em 2013 com base em dados de 2010, é 0,555, sendo o sexto menor do Rio Grande do Norte (em 167 municípios) e o 5 128° do Brasil. Considerando-se apenas o índice de longevidade, seu valor é 0,722, o valor do índice de renda é 0,501 e o de educação 0,473. Em 2010, 50,57% da população vivia acima da linha de pobreza, 34,6% abaixo da linha de indigência e os 14,83% restantes entre as linhas de indigência e de pobreza. No mesmo ano, os 20% mais ricos detinham 51,43% do rendimento total municipal, sendo a participação dos 20% mais pobres de apenas 2,12%, sendo o índice de Gini, que mede a desigualdade social, igual a 0,508.

## Política
Sendo um município do Brasil, Venha-Ver é administrado pelos poderes executivo e legislativo, independentes e harmônicos entre si, conforme a lei orgânica, promulgada em 31 de março de 1998 e alterada por meio de emendas posteriores. O prefeito representa o poder executivo e é auxiliado pelo seus secretários municipais, enquanto o legislativo é exercido pela Câmara Municipal, formada por nove vereadores. Cabe à casa elaborar e votar leis fundamentais à administração e ao executivo, especialmente o orçamento municipal.
Tanto o prefeito quanto os vereadores são eleitos diretamente para mandatos de quatro anos e empossados no dia 1° de janeiro do ano seguinte ao da eleição, em conformidade ao disposto no artigo 29 da Constituição Federal. Venha-Ver é termo judiciário da comarca de São Miguel, de entrância inicial, e pertence à 43ª zona eleitoral do Rio Grande do Norte, possuindo 3 596 eleitores registrados em dezembro de 2021, conforme dados do Tribunal Superior Eleitoral (TSE), o que representa 0,153% do eleitorado estadual.

## Economia
Em 2012, segundo o IBGE, o Produto Interno Bruto (PIB) do município de Venha-Ver era de R$ 21 211 mil, dos quais 16 742 mil do setor terciário, R$ 1 756 mil do setor secundário, R$ 1 360 mil do setor primário e  R$ 1 353 mil de impostos sobre produtos líquidos de subsídios a preços correntes. O PIB per capita era de R$ 5 463,89.
Segundo o IBGE, em 2013 o município possuía um rebanho de 9 930 galináceos (frangos, galinhas, galos e pintinhos), 2 498 bovinos, 1 320 suínos, 586 caprinos, 397 ovinos e cem equinos. Na lavoura temporária de 2013 foram produzidos mandioca (40 t), milho (8 t) e feijão (7 t), e na lavoura permanente banana (37 t) e castanha de caju (1 t). Ainda no mesmo ano o município também produziu 248 mil litros de leite de 442 vacas ordenhadas; dezesseis mil dúzias de ovos de galinha e 1 750 quilos de mel de abelha.
Em 2010, considerando-se a população municipal com idade igual ou superior a dezoito anos, 55,9% eram economicamente ativas ocupadas, 30% economicamente inativa e 14,1% ativa desocupada. Ainda no mesmo ano, levando-se em conta a população ativa ocupada na mesma faixa etária, 62,03% trabalhavam na agropecuária, 22,26% no setor de serviços, 5,45% na construção civil, 4,76% no comércio, 2,36% em indústrias de transformação, 1,94% na utilidade pública e 0,28% nas indústrias de extração. Conforme a Estatística do Cadastro de Empresas de 2013, Venha-Ver possuía 41 unidades (empresas) locais, quarenta delas atuantes e 394 trabalhadores, dos quais 199 do tipo "pessoal ocupado total" e 195 do tipo "ocupado assalariado". Salários juntamente com outras remunerações somavam 3 958 mil reais e o salário médio mensal de todo o município era de 1,6 salários mínimos.

## Infraestrutura

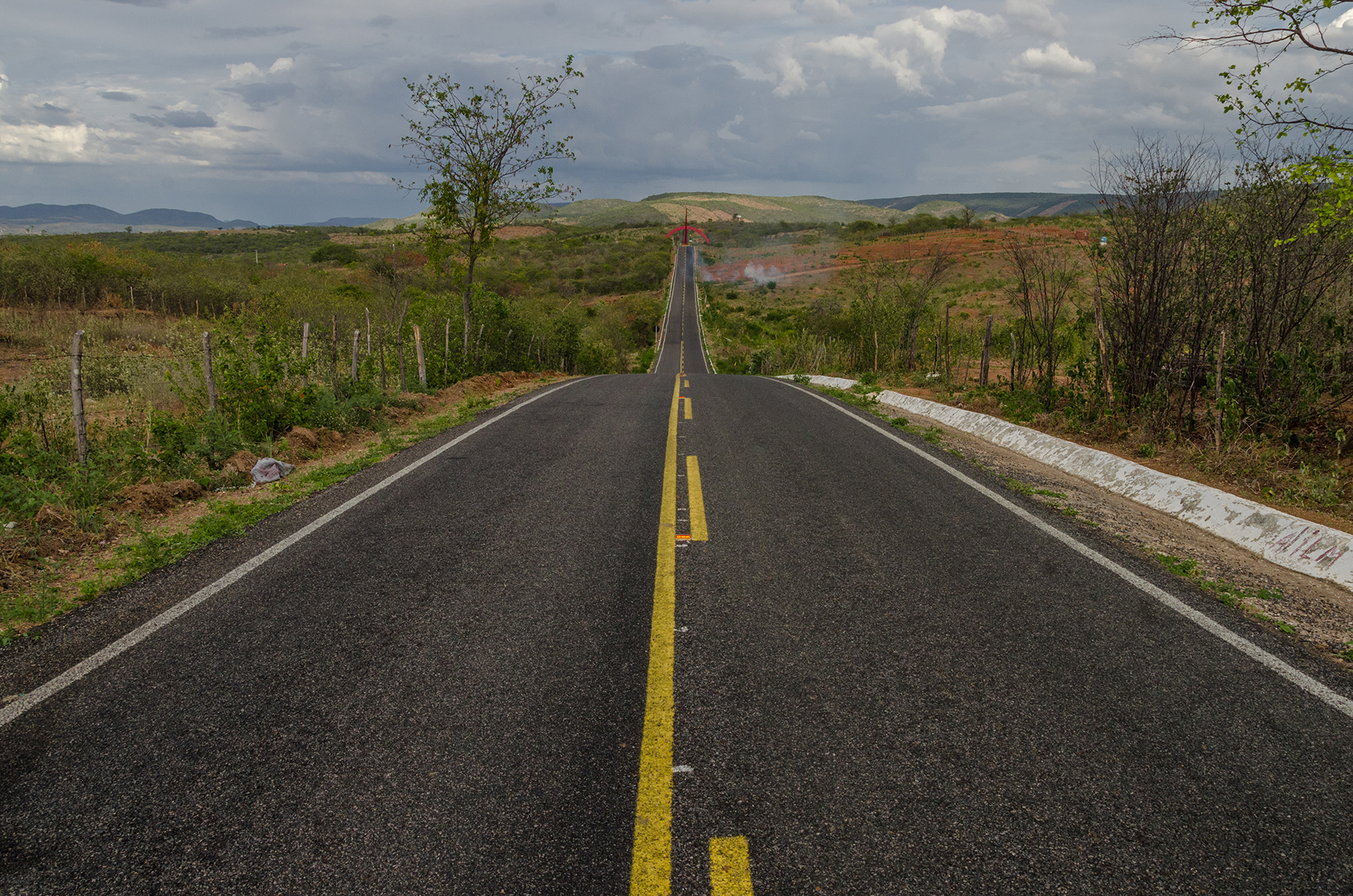
Rodovia estadual RN-177, a única que passa pelo município, ligando Venha-Ver a Coronel João Pessoa e São Miguel

O abastecimento de água de Venha-Ver é operado pela Companhia de Águas e Esgotos do Rio Grande do Norte (CAERN), que possui um escritório na cidade, e a concessionária responsável pelo fornecimento de energia elétrica é a Companhia Energética do Rio Grande do Norte (COSERN), do Grupo Neoenergia, que atua em todos os municípios potiguares, sendo a voltagem nominal da rede de 220 volts.
Em 2010, o município possuía 94,9% de seus domicílios com água encanada, 98,82% com eletricidade e apenas 30,84% dispunham de coleta de lixo. Na última Pesquisa Nacional de Saneamento Básico (PNSB), realizada em 2017, a rede de abastecimento de água local possuía 65 quilômetros de extensão, com 725 ligações ou economias, das quais 686 residenciais, sendo tratados em média 302 m³/dia por dia, com um consumo per capita de 265,5 litros diários por economia.
O serviço telefônico móvel é oferecido por duas operadoras de telefonia, TIM e Vivo, sendo 084 o código de área (DDD). No último censo, 63,36% tinham somente telefone celular, 1,42% possuíam celular e fixo, 0,68% apenas telefone fixo e 34,54% não possuíam nenhum. O Código de Endereçamento Postal (CEP) local é 59925-000. No transporte, a única forma de acesso ao município se dá pela rodovia estadual RN-177.

### Saúde
A rede de saúde de Venha-Ver dispunha, em 2009, de um estabelecimento, público, municipal e prestando atendimento ao Sistema Único de Saúde (SUS). Em 2010, a expectativa de vida ao nascer era de 68,3 anos, com índice de longevidade de 0,722, taxa de mortalidade infantil até um ano de idade de 32 por mil nascidos vivos e taxa de fecundidade de 1,9 filhos por mulher. Em abril do mesmo ano, a rede profissional de saúde era constituída por treze médicos (seis clínicos gerais, três gineco-obstetras, dois médicos de família e um pediatra), nove auxiliares de enfermagem, dois enfermeiros, dois cirurgiões-dentistas, um nutricionista e dois farmacêuticos, totalizando 28 profissionais.
Segundo dados do Ministério da Saúde, de 2001 a 2012, foram notificados 107 casos de dengue e 29 de leishmaniose e, de 1990 a 2012, um caso de AIDS foi registrado. Em 2014, 99,7% das crianças menores de um ano de idade estavam com a carteira de vacinação em dia e, dentre as crianças menores de dois anos pesadas pelo Programa Saúde da Família (PSF), 4% estavam desnutridas. O município pertence à VI Unidade Regional de Saúde Pública do Rio Grande do Norte (URSAP-RN), sediada em Pau dos Ferros.

### Educação
| 2005 | 2,2 | 3   |
| 2007 | 3,1 | 3,6 |
| 2009 | 3   | 3   |
| 2011 | 4,1 | 3   |
| 2013 | 4,1 | -   |

O fator "educação" do IDH no município atingiu em 2010 a marca de 0,473, ao passo que a taxa de alfabetização da população acima dos dez anos indicada pelo último censo demográfico do mesmo ano foi de 70,9% (77% para as mulheres e 65% para os homens). Ainda em 2010, Venha-Ver possuía uma expectativa de anos de estudos de 8,93 anos, valor abaixo da média estadual (9,54 anos). A taxa de conclusão do ensino fundamental, entre jovens de 15 a 17 anos, era de 40,8%, e o percentual de conclusão do ensino médio (18 a 24 anos) de apenas 26,9%. Em 2014, a distorção idade-série entre alunos do ensino fundamental, ou seja, com idade superior à recomendada, era de 18,1% para os anos iniciais e 41,9% nos anos finais, sendo essa defasagem no ensino médio de 43,1%.
No censo de 2010, da população total, 1 405 frequentavam creches ou escolas, 1 372 na rede pública de ensino (97,63%) e 33 em redes particulares (2,37%); 827 cursavam o regular do ensino fundamental (58,81%), 167 o regular do ensino médio (11,87%), 109 estavam em creches (7,74%), 95 no pré-escolar (6,78%), 83 na alfabetização de jovens e adultos (5,94%), 58 na educação de jovens e adultos do ensino fundamental (4,1%), 29 em cursos superiores de graduação (2,1%), dezenove em classes de alfabetização (1,36%), doze na educação de jovens e adultos do ensino médio (0,85%) e sete na especialização de nível superior (0,45%). Levando-se em conta o nível de instrução da população com idade superior a dez anos, 2 414 não possuíam instrução e fundamental incompleto (76,48%), 403 tinham fundamental completo e superior incompleto (12,77%), 280 ensino médio completo e superior incompleto (8,88%) e 59 o superior completo (1,87%). Em 2012 Venha-Ver possuía uma rede de quatorze escolas de ensino fundamental (com 35 docentes), treze do pré-escolar (quinze docentes) e uma de ensino médio (nove docentes), com 1 084 alunos matriculados.

## Cultura

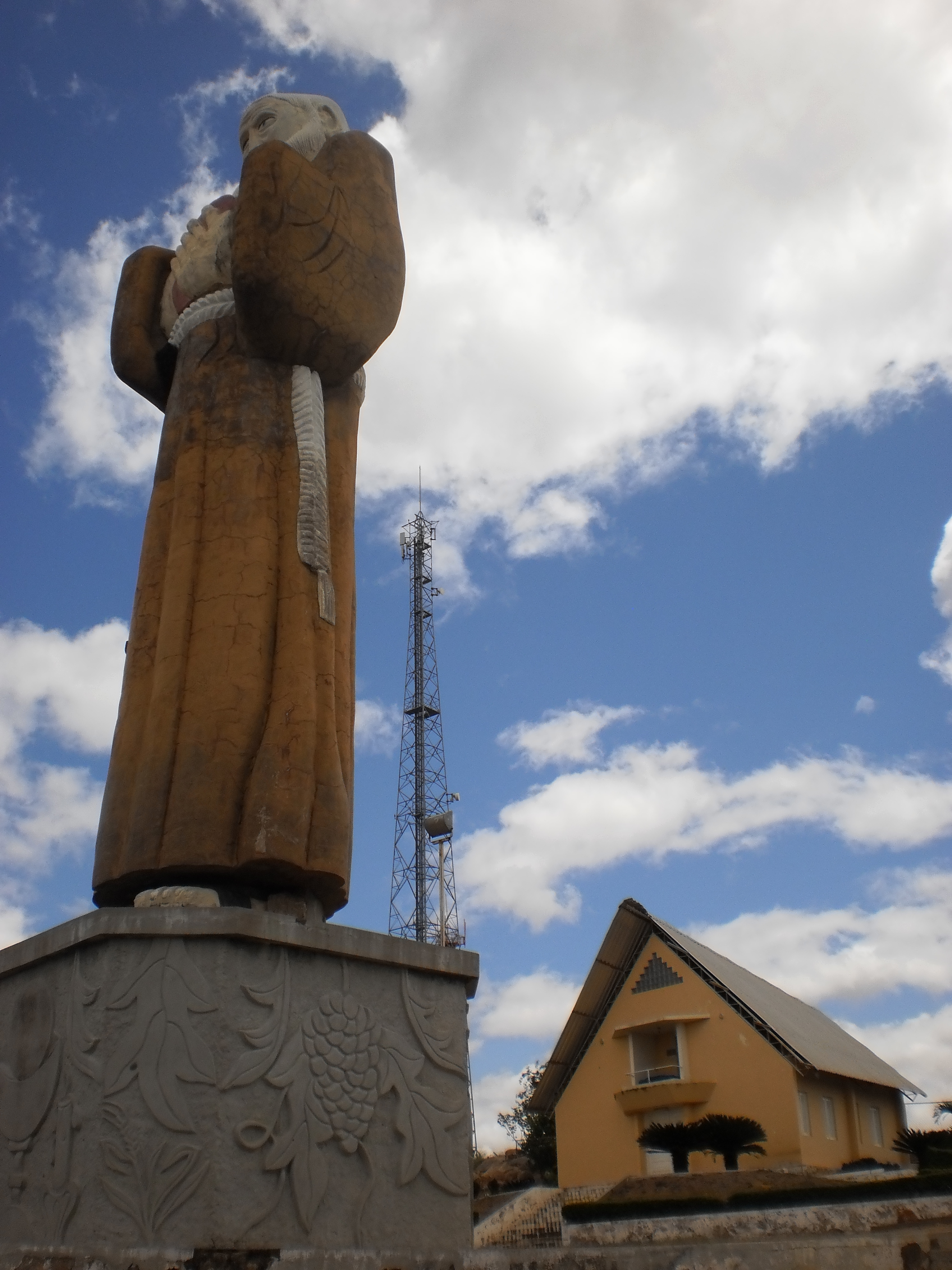
Estátua de Frei Damião, com o Santuário ao fundo.

A Secretaria Municipal de Educação, Cultura e Desportos é a secretaria responsável por atuar no setor cultural do município, bem como nos setores educativo e esportivo.
Entre as principais festividades estão a festa de emancipação política de Venha-Ver, celebrada no dia 26 de junho, que inclui a alvorada e o hasteamento das bandeiras na sede da prefeitura, além de outras atrações; as festas juninas, com destaque para o tradicional São Pedro, com apresentações de quadrilhas, danças folclóricas e animações de bandas musicais, além de barracas com comidas típicas; e a festa de Nossa Senhora do Perpétuo Socorro, que inicia com a missa de abertura, prosseguindo durante nove noites do novenário e encerrando-se com a procissão, percorrendo as principais ruas da cidade com uma imagem da padroeira.

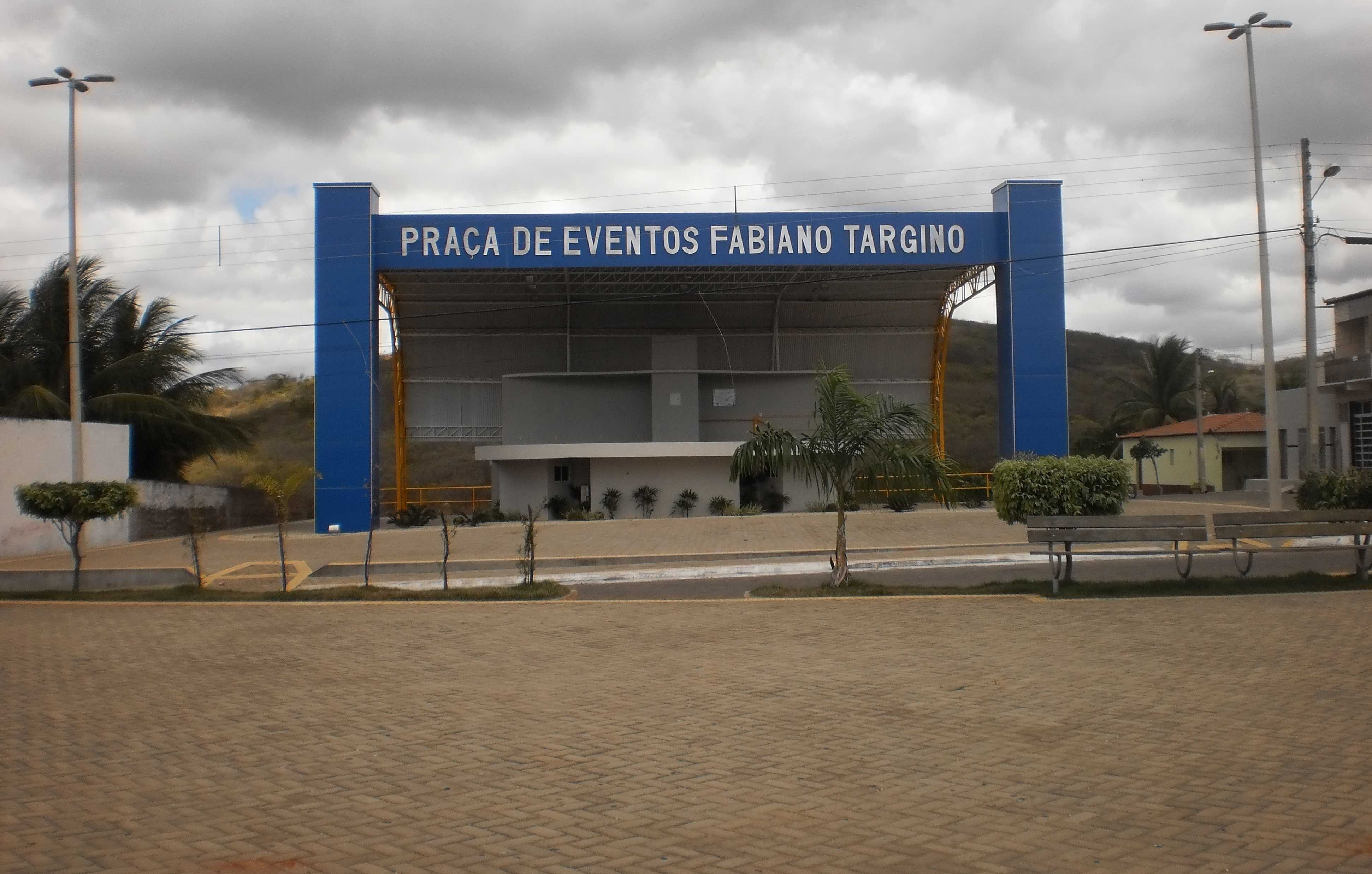
Praça de Eventos Fabiano Targino, inaugurada em 2015 para abrigar os principais eventos culturais do município.

A principal atração turística de Venha-Ver é o Santuário de Frei Damião, onde está localizada uma estátua dedicada ao padre capuchinho Frei Damião, frade italiano radicado no Brasil, atraindo milhares de fiéis todos os anos; o Marco das Três Fronteiras, que se situa na tríplice divisa do Rio Grande do Norte com os estados do Ceará (Icó) e Paraíba (Poço Dantas), além da Serra do Coqueiro, na Serra São José, onde se situa o ponto mais alto do Rio Grande do Norte.
No artesanato, as principais atividades são o bordado e a madeira, além da culinária típica.  O município possui a Associação Musical e Artística Venhaveense (AMAV), criada em 2004 pelo radialista Lázaro Oliveira, além da Banda Musical Daniel Amorim de Lima, criada em 2 de dezembro de 2001. Há ainda grupos de capoeira, dança, manifestação tradicional popular e teatro.